# Kostner (ligne rose du métro de Chicago)
Pour les articles homonymes, voir Kostner.
Ne doit pas être confondu avec Kostner (ligne bleue du métro de Chicago).
 Kostner (anciennement Kildare) est une station de la ligne rose du métro de Chicago. Elle est située dans le quartier K-Town, secteur North Lawndale, au sud-est de la ville de Chicago.
Mise en service en 1907, elle est réaménagée et renommée au début des années 2000. C'est une station de la ligne rose depuis 2008.
C'est une station de la Chicago Transit Authority (CTA).

## Description
Établie en surface, la station Kostner est située sur la ligne rose du métro de Chicago, entre les stations Cicero, en direction de 54th/Cermak, et Pulaski, en direction du Loop.
C’est la dernière station de la Douglas Branch au niveau du sol en venant du terminus de 54th/Cermak, la ligne rose remonte ensuite sur un viaduc en direction du Loop.
La station Kildare est inaugurée par la Metropolitan West Side Elevated le 22 mai 1907 dans une configuration identique aux anciennes stations de Laramie ou Cicero avec un bâtiment au niveau du sol donnant accès au quais au milieu des deux voies de circulation des rames dont le passages est séparé du trafic routier par des passages à niveau. 

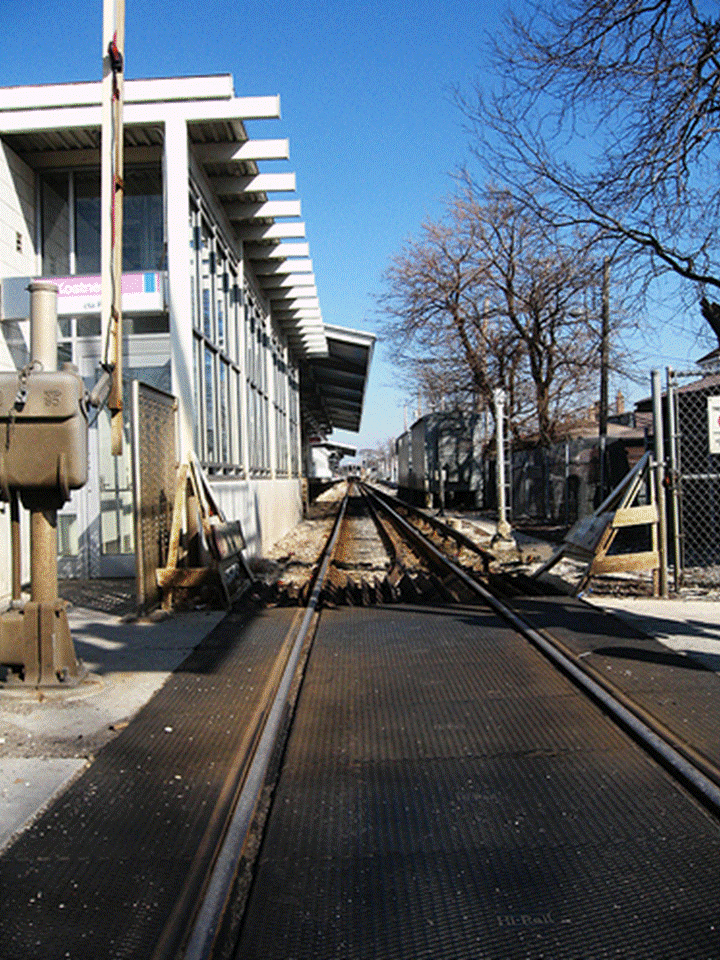
Le bâtiment et l'une des voies en 2010.

En 2002, la Chicago Transit Authority lance un vaste programme de rénovation de la Douglas Branch, la station est fermée le 15 juin afin d'être démolie et entièrement reconstruite. Elle est rebaptisée Kostner parce que l'entrée principale a été déplacée d'un bloc à l'ouest vers Kostner Avenue tandis que l'entrée de Kildare est devenu une entrée auxiliaire. Le nouveau bâtiment est composée d’une façade en verre sur le côté sud afin de permettre à la lumière du jour de pénétrer dans le bâtiment. Les voies d’accès modifiées permettent désormais aux personnes à mobilité réduite de monter sur les quais rallongés afin de pouvoir accueillir des rames de 10 wagons. La station réaménagée est mise en service le 17 juillet 2003 par le maire de Chicago, Richard M. Daley et par le président de la CTA, Frank Kruesi. 
Après avoir mené une étude sur la mobilité sur les zones de mobilité dans le sud-ouest de la ville en 2004, la Chicago Transit Authority décida de créer une nouvelle ligne pour desservir la station et l’ensemble de la Douglas Branch. À partir de 2006, la ligne rose reprit l’ancien tronçon délaissé temporairement par la ligne bleue avant que le nouvel itinéraire via le loop et le Paulina Connector ne soit confirmé définitivement le 25 avril 2008. 
130 934 passagers y ont transité en 2008.

## Service des voyageurs

### Accueil
Elle dispose de deux accès, le principal au 2019 avenue Kostner et un secondaire au 2020 avenue Kildare. Elle est accessible aux personnes à la mobilité réduite. 

### Desserte
La station Kostner est desservie par les rames de la ligne rose qui circulent entre 54th/Cermak et le Loop.

| Nord/Ouest              |  |            |  | Sud/Est                                 |
| ----------------------- |  | ---------- |  | --------------------------------------- |
| Cicero vers 54th/Cermak |  | ligne rose |  | Pulaski vers 54th/Cermak via Clark/Lake |
| modifier sur Wikidata   |  |            |  |                                         |

### Intermodalité
Elle est desservie par les bus, de la ligne 21 CTA et 392 Little Village-United Parcel Service du réseau Bus Pace.